# Radio Teléfono Móvil Integrado
El RTMI (Radio Teléfono Móvil Integrado) del italiano Radio Telefono Mobile Integrato, fue el primer servicio de comunicación móvil introducido en Italia en el año 1973, considerado como parte de la Telefonía móvil 1G. Operaba en la banda de frecuencia de los 160 MHz y utilizaba 32 canales bidireccionales (Full-Dúplex) y fue utilizado sobre todo por algunas personas que trabajan en el sector público, como funcionarios públicos del estado Italiano y oficiales de defensa. En el año 1980, los primeros Mobile Radio Telephone (MRT) emergieron, operando en la banda de frecuencia de 450 MHz dentro del espectro del UHF y atrajo a 100.000 clientes que usaban el RTMI.
RTMI estaba integrado con la red de Telefonía fija nacional italiana, la principal necesidad del servicio era cubrir las zonas urbanas. El sistema preveía la subdivisión del territorio en áreas geográficas autónomas, cada una cubierta por una estación base de radio con el uso de todas las frecuencias asignadas al servicio.
De manera similar a los modernos sistemas de telefonía celular, el territorio estaba cubierto por celdas, pero a diferencia de estas, el RTMI no permitía mantener una comunicación activa al pasar de una celda a otra, se perdía la señal al no contar con un servicio de repetición de llamadas, ni tampoco de triangulación de 3 antenas como en los modernos sistemas. Tampoco era posible recibir llamadas directamente, sino solo realizarlas; para comunicarse desde la red fija con el usuario móvil (o viceversa), era necesario llamar al operador con el número 119 quien podía encender una bombilla en el dispositivo móvil que invitaba al usuario a contactar al mismo servicio, una operadora era la encargada de establecer la conexión entre la Red Móvil y la Red Fija.
Actualmente el RTMI esta obsoleto, fue desmantelado en el año 1996, siendo sustituido totalmente por el RTMS (Radioteléfono Móvil de Segunda Generación) que operaba en la banda de 450 MHz y este a su vez fue sustituido por el GSM